# Книга гаданий
«Книга гаданий» (др. тюрк. ‏𐰃𐰺𐰴 𐰋𐰃𐱅𐰃𐰏‎ Ïrq bitig «Гадательная книга») — древнетюркский памятник, предположительно IX века. Относится ко времени Уйгурского каганата. Представляет собой бумажную книгу, размером 13,75 на 8,75 см, состоящую из 104 страниц, написанную от руки древнетюркским письмом.

## Обнаружение и исследование
В 1907 году «Книга гаданий» в числе других рукописей была приобретена археологом А. Стейном у служителя храма «Пещера 1000 будд», приблизительно в двадцати километрах от оазиса Дуньхуан (провинция Ганьсу, Китай). Первые исследования и публикация принадлежат датскому тюркологу Вильгельму Томсену. Ныне хранится в Британском музее в Лондоне.
И. В. Стеблева реконструировала в тексте книги стихотворную форму. В 2005 году был издан поэтический перевод «Книги гаданий» на русский язык, выполненный А. В. Преловским.

## Содержание
Книга была предназначена для «младшего динтара» и «бурвагуру» — служителей манихейской общины — а также для рядовых членов общины. Она состоит из 65 поэтических миниатюр, содержащих описания различных объектов, существ, ситуаций, каждая из которых заканчивается выводом «это хорошо» или «это плохо».
Как технически осуществлялось гадание по этой книге, неясно. По мнению ряда ученых, книга представляет собой сонник.

## Образец текста
Отрывки из поэтического перевода Анатолия Преловского

— 8 —

Я — змея златоглавая, мне

златокожее брюхо мое

рассекли беспощадным мечом,

и теперь мне — ползти из норы,

голове моей — дом покидать…

Это, знайте, — совсем не к добру.

…

— 10 —

Я — храбрый тигр, стою, зевая,

потягиваясь, в камышах.

Чуть видно голову, а тело

всё для прыжка напряжено…

И знайте: это — хорошо.

…

— 22 —

Уронивши в озеро

зеркальце своё

утром плачет женщина

вечером рыдает…

Знайте: это — плохо,

плохо и печально.

 

— 23 —

Юноша в лесу нашёл

пёстрый хвост кукушки —

пусть он перья как султан,

водрузит на шапку…

Это — очень хорошо,

говорят, что к счастью.